# Max Poole
David Max Poole (født 1. marts 2003 i Scunthorpe) er en cykelrytter fra England, der er på kontrakt hos Team Picnic-PostNL.

## Karriere
Efter at Poole havde kørt som juniorrytter på det britiske hold Fensham Howes-MAS Design, skiftede han fra starten af 2022-sæsonen til kontinentalholdet Development Team DSM, som fungerer som udviklingshold for World Tour-holdet Team DSM. Aftalen var treårig, og efter det første år skulle den unge englænder rykkes op på World Touren. I juli 2023 blev det offentliggjort at Team DSM-Firmenich og Max Poole havde forlænget kontrakten, så den nu var gældende til udgangen af 2027.